# Finska mästerskapet i havskappsegling
Finska mästerskapet i havskappsegling kallas för Offshore Week och avgörs oftast på Finska viken, men ibland seglar man även i Skärgårdshavet med omnejd, såsom året 2006.
Mästerskapet avgörs under IMS-regeln och det koras en mästare i tre klasser, IMS1, IMS2 och IMS3.
Båtar från grannländer till Finland såsom Estland och Sverige samt övriga Östersjöländer brukar delta i Offshore Week.
IMS-regeln i Finland administreras av Finlands seglarförbund och takorganisationen för havskappsegling är Avomeripurjehtijat ry. - Havskappseglarna rf.